# 高空槽

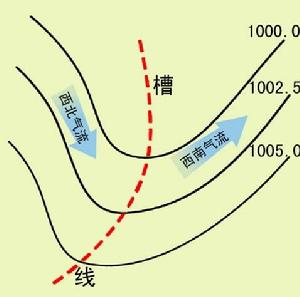
高空槽示意圖

高空槽是指在高空存在的低壓槽，通常比地面的低壓槽為明顯。

## 形成
高空槽出現在對流層中層西風帶上的短波槽。一年四季都會出現，一般春季出現較多。通常高空槽的波長是大約1000km，因槽前盛行溫暖潮濕西南氣流，造成雲雨天氣；槽後盛行乾冷西北氣流，天氣晴朗。

## 分類
高空槽可分為三大類型，因高空槽與溫度槽配合，得出三種不同形式的槽：後傾槽、垂直槽和前傾槽。